# Campionato serbo di scacchi
Il Campionato serbo di scacchi (Шаховско првенство Србије) si svolge annualmente nella Repubblica di Serbia dal 2007 per determinare il campione nazionale di scacchi. Viene organizzato dalla Federazione serba di scacchi (Šahovski Savez Srbije), associata alla FIDE.
In precedenza si svolsero il Campionato jugoslavo dal 1935 al 1991, il campionato della Repubblica Federale di Jugoslavia dal 1992 al 2002 e il campionato di Serbia e Montenegro nel 2005 e 2006. 

## Albo dei vincitori
| #  | Anno | Vincitore           |
| -- | ---- | ------------------- |
| 1  | 2007 | Miloš Perunović     |
| 2  | 2008 | Ivan Ivanišević     |
| 3  | 2009 | Ivan Ivanišević     |
| 4  | 2010 | Nikola Sedlak       |
| 5  | 2011 | Ivan Ivanišević     |
| 6  | 2012 | Ivan Ivanišević     |
| 7  | 2013 | Boban Bogosavljević |
| 8  | 2014 | Aleksandar Indjić   |
| 9  | 2015 | Dejan Antic         |
| 10 | 2016 | Miroslav Marković   |
| 11 | 2017 | Ivan Ivanišević     |
| 12 | 2018 | Aleksandar Indjić   |
| 13 | 2019 | Ivan Ivanišević     |
| 14 | 2020 | Aleksandar Indjić   |
| 15 | 2021 | Velimir Ivić        |
| 16 | 2022 | Velimir Ivić        |
| 17 | 2023 | Aleksandar Indjić   |
| 18 | 2024 | Aleksandar Indjić   |
| #  | Anno | Vincitrice           |
| -- | ---- | -------------------- |
| 1  | 2007 | Andjelija Stojanović |
| 2  | 2008 | Andjelija Stojanović |
| 3  | 2009 | Sandra Djukić        |
| 4  | 2010 | Andjelija Stojanović |
| 5  | 2011 | Jovana Erić          |
| 6  | 2012 | Marija Rakić         |
| 7  | 2013 | Maria Manakova       |
| 8  | 2014 | Jovana Vojinović     |
| 9  | 2015 | Marija Rakić         |
| 10 | 2016 | Ljilja Drljevic      |
| 11 | 2017 | Adela Velikic        |
| 12 | 2018 | Teodora Injac        |
| 13 | 2019 | Teodora Injac        |
| 14 | 2020 | Teodora Injac        |
| 15 | 2021 | Jovana Eric          |
| 16 | 2022 | Irina Čoluškina      |
| 17 | 2023 | Marina Gajčin        |
| 18 | 2024 | Irina Čoluškina      |